# 本線
鉄道路線における本線（ほんせん、英: main line）とは、重要な路線、ないし支線を束ねる路線のことである。ここでは前者の例を挙げる。

## 国鉄・JR
JRおよび前身の国鉄では基幹となる路線に「○○本線」と名称している。ただし旅客案内において「本」の部分を含めるかは各社で対応が異なるほか、同じ会社内でも扱いが分かれていることがある。また『鉄道要覧』では「○○本線」とJR各社で呼称する各線は全て「○○線」の記載で統一している。

### 本線の一覧
会社名ではJR貨物は省略している。
- 宗谷本線（JR北海道）
- 石北本線（JR北海道）
- 釧網本線（JR北海道）
- 留萌本線（JR北海道）
- 根室本線（JR北海道）
- 函館本線（JR北海道）
- 室蘭本線（JR北海道）
- 日高本線（JR北海道）
- 奥羽本線（JR東日本）
- 東北本線（JR東日本）
- 羽越本線（JR東日本）
- 信越本線（JR東日本）
- 総武本線（JR東日本）
- 中央本線（JR東日本・JR東海）
- 東海道本線（JR東日本・JR東海・JR西日本）
- 高山本線（JR東海・JR西日本）
- 関西本線（JR東海・JR西日本）
- 紀勢本線（JR東海・JR西日本）
- 北陸本線（JR西日本）
- 山陰本線（JR西日本）
- 山陽本線（JR西日本・JR九州）
- 鹿児島本線（JR九州）
- 日豊本線（JR九州）
- 筑豊本線（JR九州）
- 長崎本線（JR九州）
- 久大本線（JR九州）
- 豊肥本線（JR九州）

以下の路線は、本線として開業後にその呼称が消滅したものである。
- 名寄本線（JR北海道）
  - 特定地方交通線に指定され、1989年（平成元年）5月1日に全線が廃止された。2023年時点で「本線」の全廃例は名寄本線が唯一である[注 1]。
- 予讃本線（JR四国）
- 土讃本線（JR四国）
- 高徳本線（JR四国）
- 徳島本線（JR四国）
  - 上記4路線は1988年（昭和63年）6月1日に「本」がつかない路線名称に改められた。これによりJR四国には「本線」の名称を持つ路線は無くなっている。

## 私鉄
私鉄においては、その会社の鉄道路線で最も重要な路線が「本線」、または「○○本線」と呼ばれる。

### 本線
「本線」という路線名の鉄道路線には以下のものがある。
- 函館市企業局交通部・本線
- 富山地方鉄道・本線（鉄道線）
- 富山地方鉄道・本線（軌道線）
- 黒部峡谷鉄道・本線
- 京成電鉄・本線
- 京浜急行電鉄・本線
- 近江鉄道・本線
- 阪神電気鉄道・本線
- 山陽電気鉄道・本線
- 広島電鉄・本線
- 長崎電気軌道・本線

### ○○本線
路線名に「本線」を含む鉄道路線には以下のものがある。
- 仙台臨海鉄道・臨海本線
- 福島臨海鉄道・福島臨海鉄道本線
- 秩父鉄道・秩父本線
- 京葉臨海鉄道・臨海本線
- 東武鉄道・東上本線
- 相模鉄道・相鉄本線
- 大井川鐵道・大井川本線
- 豊橋鉄道・東田本線
- 名古屋鉄道・名古屋本線
- 叡山電鉄・叡山本線
- 京福電気鉄道・嵐山本線
- 南海電気鉄道・南海本線
- 京阪電気鉄道・京阪本線
- 岡山電気軌道・東山本線
- 水島臨海鉄道・水島本線

### その他
路線名に「本線」を含んでいなくても、その会社で重要な路線については「本線」または「○○本線」と呼ばれることがある。
- 東武鉄道の伊勢崎線・日光線・野田線の総称として「東武本線」という呼称が存在する。上述した東上本線に対置されるものである。
- 阪急電鉄の神戸線・宝塚線・京都線は『鉄道要覧』では単に「○○線」という記載であるが、支線（京都線であれば嵐山線・千里線）を含んだ総称と区別するため、旅客案内や営業規則類では「○○本線」の呼称を用いている。
- 大阪モノレールの大阪モノレール線は、国際文化公園都市モノレール線（通称「彩都線」）との区別の必要から、旅客案内上は「本線」の呼称を使用している。
- 西日本鉄道の公式サイトの鉄道事業ページでは、一般に天神大牟田線と呼ばれる西鉄福岡（天神）駅 - 大牟田駅間を「本線」と称し、支線にあたる太宰府線と甘木線を含め、3路線を総称して「天神大牟田線」という括り付けで呼称している[1]。